# Это Симпэй
Это́ Симпэ́й (яп. 江藤 新平 Это: Симпэй, 18 марта 1834 — 13 апреля 1874) — японский политический деятель, юрист, законодатель конца периода Эдо — начала периода Мэйдзи. Один из руководителей реставрации Мэйдзи, первый министр юстиции Японии (31 мая 1872 года — 19 апреля 1873 года). Соучредитель партии Общество патриотов (1874). Руководитель восстания в Саге (1874). Настоящее имя — Это́ Танэ́о (яп. 江藤胤雄 Это: Танэо), псевдоним — Нампаку (яп. 南白).

## Биография
Это Симпэй родился 18 марта 1834 года в княжестве Сага в семье мелкого самурая. Сызмальства он обучался под руководством Эдаёси Синъё, учёного школы кокугаку. Под влиянием учителя Симпэй принял участие в движении «Да здравствует Император, долой варваров!», которое имело целью свержение сёгуната Токугава и изгнание иностранцев из Японии. В 1862 году юноша без разрешения местных властей оставил Сага-хан и приехал в Киото, где познакомился с Сандзё Санэтоми. Однако власти заставили Симпэя вернуться домой и посадили его под домашний арест.
В 1867 году правительство Сага-хана освободило Симпэя и назначило инспектором ханских уездов. После реставрации Мэйдзи 1868 года новое Императорское правительство приняло его на службу военным надзирателем города Эдо. На этой должности юный администратор выступал за перенесение столицы Японии из Киото в Эдо, будущего Токио.
Руководители Императорского правительства считали Симпэя талантливым юристом и поэтому способствовали его карьерному росту. Так, после исполнения обязанностей председателя Эдоского суда, он руководил общественными и финансовыми делами города на должности судьи Эдоского гарнизона, а с 1871 года исполнял обязанности вице-министра культуры и вице-председателя Левой палаты Высшего Государственного Совета, которая занималась подготовкой законопроектов. Симпэй был ответственным за принятие нового японского гражданского кодекса, который базировался на французском праве.
31 мая 1872 года, за заслуги в области юриспруденции, Симпэй был назначен первым министром юстиции Японии. Он приложил усилия к становлению независимой судебной власти в стране, унификации полицейских структур и введению нового криминального кодекса, действовавшего до 1880 года.
В 1873 году Симпэя повысили до Императорского советника. В ходе дебатов о завоевании Кореи он поддержал сторону силовиков Сайго Такамори и Итагаки Тайсукэ. После поражения в дебатах министр оставил правительство и перешёл в оппозицию.
В январе 1874 года Симпэй подписал вместе с Итагаки Тайсукэ и Соэдзимой Танэоми петицию к правительству с требованием создания парламента, депутаты которого избирались бы всенародным голосованием. В следующем месяце того же года, протестуя против олигархизации власти, он возглавил самурайскую оппозицию бывшего Сага-хана. Став главой Партии завоевания Кореи (яп. 征韓党, сэйкан-то:), Симпэй поднял восстание против центральных властей в Саге. Правительственные войска подавили это вооружённое выступление за полтора месяца. Симпэя, который пытался сбежать в провинцию Тоса, арестовали и казнили 13 апреля 1874 года. Его голова была выставлена на всеобщее обозрение.